# Rallye Dakar 1997
Die Rallye Dakar 1997 (Dakar-Agadez-Dakar) war die 19. Ausgabe der Rallye Dakar. Sie begann am 4. Januar 1997 in Dakar und endete am 19. Januar 1997 ebenfalls in Dakar.
Die Strecke führte über 8.049 km (davon 6.509 Wertungskilometer) durch Senegal, Mali, Niger und zurück nach Senegal.
An der Rallye nahmen insgesamt 280 Teilnehmer – 99 Autos, 126 Motorräder und 55 LKW teil.

## Endwertung

### PKW
|    | Fahrer               | Fahrzeug                    |
| -- | -------------------- | --------------------------- |
| 1. | Kenjirō Shinozuka    | Mitsubishi Pajero Evolution |
| 2. | Jean-Pierre Fontenay | Mitsubishi Pajero Evolution |
| 3. | Bruno Saby           | Mitsubishi Pajero Evolution |

### LKW
|    | Fahrer             | Fahrzeug |
| -- | ------------------ | -------- |
| 1. | Peter Reif         | Hino 500 |
| 2. | Yoshimasa Sugawara | Hino 500 |
| 3. | Joseph Petit       | Hino 500 |

### Motorräder
|    | Fahrer               | Fahrzeug |
| -- | -------------------- | -------- |
| 1. | Stéphane Peterhansel | Yamaha   |
| 2. | Oscar Gallardo       | Cagiva   |
| 3. | David Castera        | Yamaha   |